# Stjärntjärnarna (Junsele socken, Ångermanland, 706811-156976)
Stjärntjärnarna är en sjö i Sollefteå kommun i Ångermanland och ingår i Ångermanälvens huvudavrinningsområde.